# Fredrik av Schaumburg-Lippe
Fredrik av Schaumburg-Lippe, född 30 januari 1868 i Ratiboritz och död 12 december 1945 i Bückeburg var en tysk titulärfurste, som var huvudman för sin sidogren Náchod.

## Biografi
Fredrik var son till prins Wilhelm av Schaumburg-Lippe (1834-1906) dennes maka, Bathildis av Anhalt (1837-1902), sonson till regerande fursten Georg Vilhelm av Schaumburg-Lippe. 
Han gifte sig första gången 5 maj 1896 i Köpenhamn med prinsessan Louise av Danmark (1875-1906), äldsta dotter till Fredrik VIII av Danmark och Louise av Sverige, och andra gången 26 maj 1909 i Dessau med prinsessan Antoinette Anna av Anhalt (1885-1963).
I första äktenskapet föddes Marie Louise av Schaumburg-Lippe (1897-1938), gift med Fredrik Sigismund av Preussen, Christian av Schaumburg-Lippe (1898-1974), gift med sin kusin, Feodora av Danmark samt Stephanie av Schaumburg-Lippe (1899-1925), gift med Viktor Adolf zu Bentheim und Steinfurt. I andra giftet föddes Leopold av Schaumburg-Lippe (1910-2006) och Wilhelm av Schaumburg-Lippe (1912-1938).